# Nikolai Dubovskoi
Nikolai Nikanórovitx Dubovskoi (rus: Николай Никанорович Дубовской) (Novotxerkassk, 17 de desembre de 1859 — Sant Petersburg, 28 de febrer de 1918) va ser un pintor paisatgista rus, associat amb els Peredvíjniki. Juntament amb Isaak Levitán, va ajudar a crear el que va ser conegut com el «Paisatge de l'humor».

## Trajectòria
El seu pare era sergent de tropa als cosacs del Don. Va mostrar talent artístic a una edat primerenca; copiant il·lustracions de Niva i altres revistes populars. El seu oncle, un artista local anomenat AV Pixkin, li va ensenyar a dibuixar de memòria. El seu pare va insistir que seguia la tradició familiar, però, i el va inscriure al Cos del Cadets Vladímir Kíiv el 1870. Un cop allà, els seus instructors es van adonar que passava tot el temps lliure dibuixant i van aconsellar al seu pare que li donés una educació artística.
El 1877, després de rebre el permís del seu pare, va començar a auditar classes a l'Acadèmia Imperial de les Arts, després es va convertir en alumne del paisatgista Mikhail Clodt. Quan es va graduar el 1881, sembla que no estava content amb la seva instrucció a l'Acadèmia i es va negar a participar en el concurs habitual per obtenir una medalla d'or. Va optar per exposar a la Societat Imperial per al Foment de les Arts, guanyant diverses medalles i aconseguint el seu primer reconeixement públic. El 1884, la seva pintura Hivern va ser adquirida per la Galeria Tretiakov. Després d'això, va començar a exposar regularment amb els Peredvíjniki i es va convertir en membre d'ella el 1886.

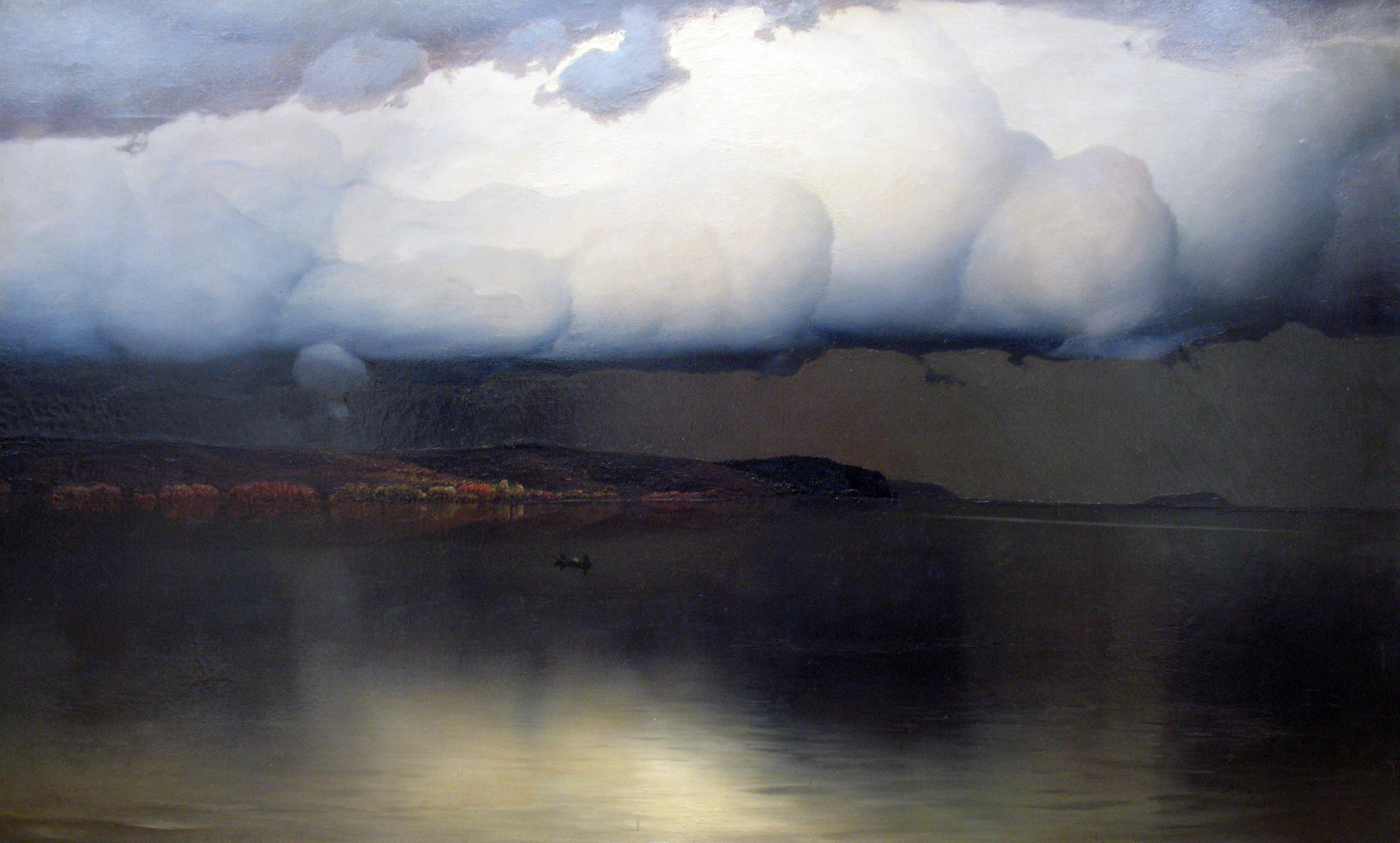
Silenciament (calma abans de la tempesta)

El 1887, Ilià Repin el va convidar a quedar-se a la seva residència de Siverski, on va pintar a l'estil en plein air i va quedar sota la influència de Repin. L'any 1888 se'l va trobar visitant la costa del mar Negre a Geòrgia damunt d'un cavall amb el seu amic, Nikolai Iaroixenko. El 1890, la seva pintura Silenciament va ser adquirida pel tsar Alexander III per a la seva col·lecció al Palau d'Hivern.
De 1890 a 1900 va viatjar molt, visitant el mar d'Azov, la regió del Volga i el Caucas, així com llocs a l'estranger, des de Turquia a França i Itàlia a Alemanya. El 1897, després de l'acomiadament d'Arkhip Kuïndji, se li va oferir una plaça com a professor de pintura paisatgística a l'Acadèmia Imperial, però va rebutjar l'oferta.
Després de la mort del seu amic Iaroixenko el 1898, es va convertir en un dels líders dels Peredvíjniki i va ser conegut com una força moderadora quan els membres més nous tenien desacords amb els més antics. Durant aquell període, l'impressionisme francès el va influenciar cada vegada més. Potseriorment, el 1898, malgrat la seva negativa a acceptar un càrrec allà, l'Acadèmia Imperial el va nomenar «acadèmic» i es va convertir en membre de ple dret el 1900.
El 1908 va començar a ensenyar-hi i, després de la mort d'Aleksandr Kiseliov el 1911, va esdevenir cap del taller de pintura de paisatges. Un esforç per construir un museu especial per a les seves obres va haver de ser aturat a causa de l'esclat de la Primera Guerra Mundial i mai es va reprendre. El 1915 esdevingué membre del consell de govern de l'Acadèmia. Durant aquell temps, també va acollir un dimarts de «saló», al qual van assistir notables personalitats de la comunitat científica, així com artistes, escriptors i músics. Ivan Pàvlov es va convertir en un amic íntim.
El 1918 va morir d'insuficiència cardíaca i Pàvlov va pronunciar una de les oracions fúnebres. Durant l'època soviètica, llevat d'una exposició el 1938, va ser en gran part oblidat. Més tard, en honor seu, un carrer del seu poble natal va rebre el seu nom.

## Altres pintures seleccionades

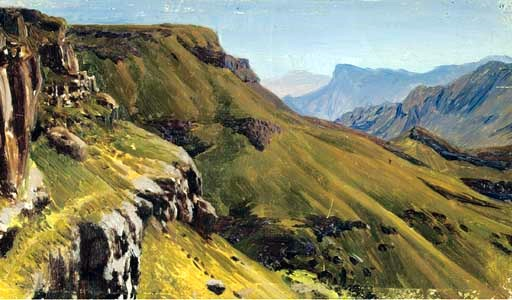
Terreny muntanyós
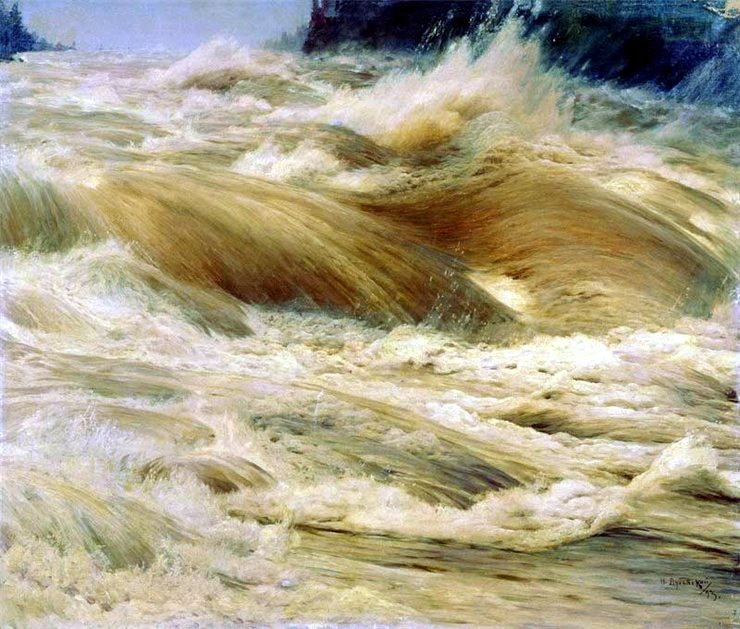
La cascada d'Imatra
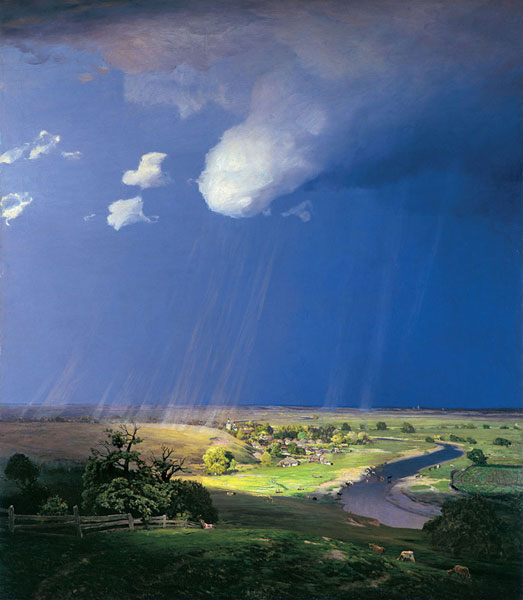
Pàtria
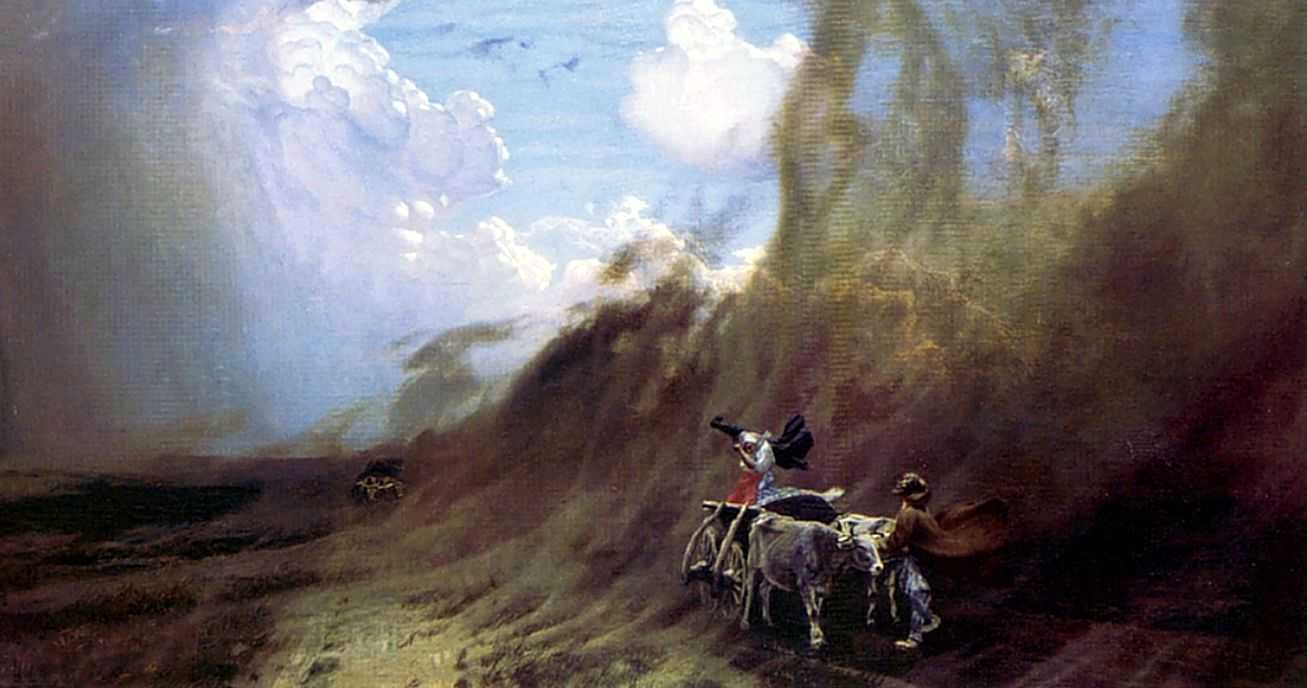
Tempesta de sorra a les estepes